# Kalydon (Ätolien)

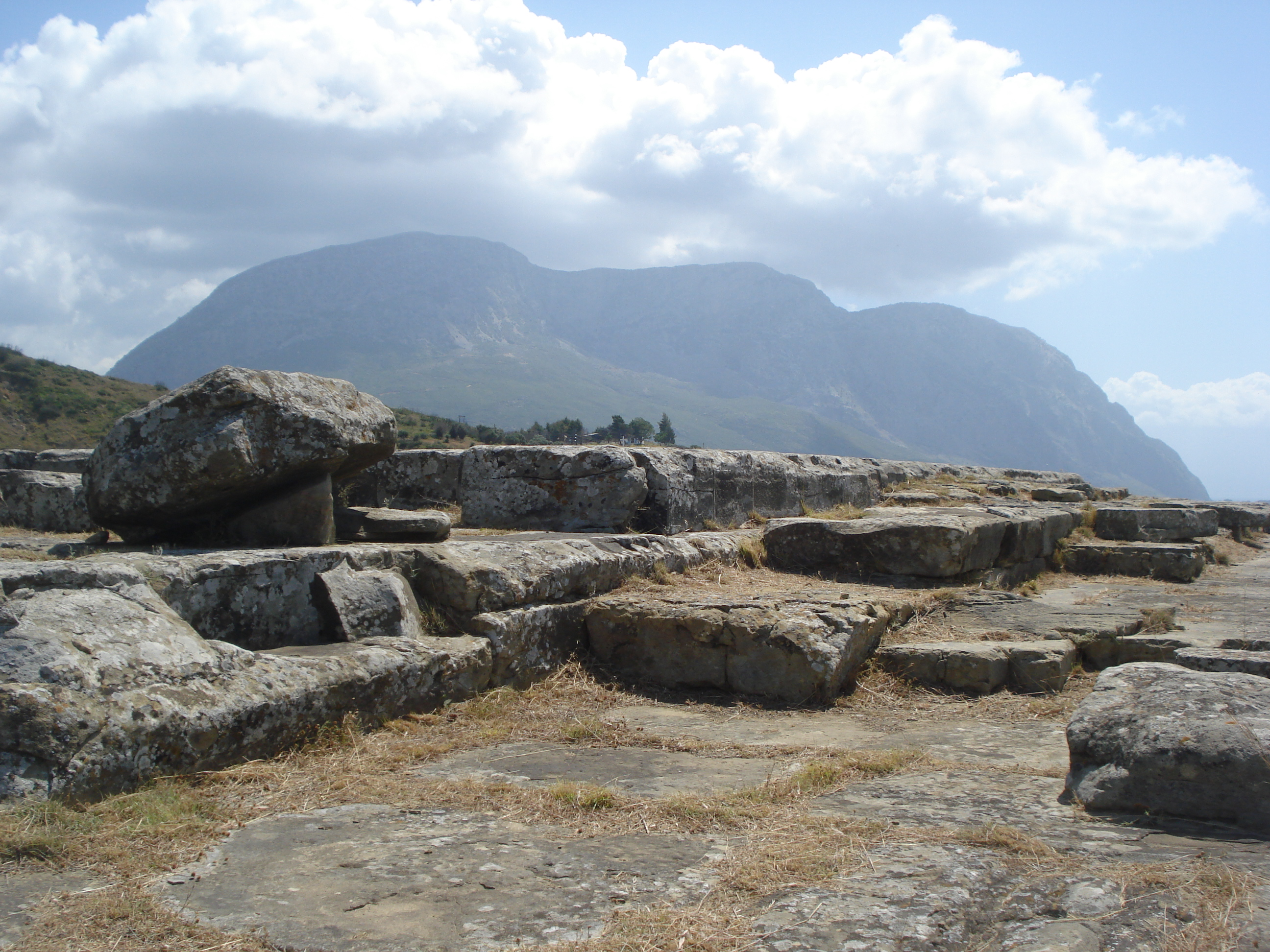
Das Fundament des Tempels der Artemis Laphria von Kalydon

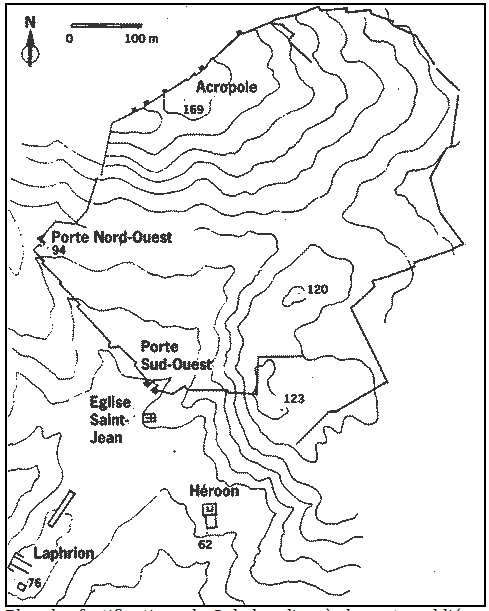
Karte des Stadtgebiets von Kalydon von 1928

Kalydon (altgriechisch Καλυδών, lateinisch Calydon) war eine antike griechische Stadt in der Landschaft Ätolien.

## Mythologie und Geschichte
Die Stadt ist seit homerischer Zeit bekannt und wird in der Ilias als ätolische Stadt aufgeführt. Eponymer Held ist Kalydon. Kalydon ist in den griechischen Mythen von größerer Bedeutung. Hier spielten die Sagen um Oineus, den König dieser Stadt und der Stadt Pleuron, die der Bruder des mythologischen Stadtgründers gegründet haben sollte. Bekannteste Geschichte um Oineus und die Stadt ist die von der Kalydonischen Eberjagd.
In historischer Zeit war Kalydon im 5. Jahrhundert v. Chr. zunächst eine selbstständige Polis in einer Landschaft Namens Aiolis (Αἰολίς). Seit etwa 390 war die Stadt bis zum Jahr 366 v. Chr. Teil des Achaiischen Koinons (Achaiischer Bund). Danach wurde Kalydon zum Hauptort des Aitolischen Bundes. Mit der Eroberung des griechischen Mutterlandes durch das Römische Reich wurde auch Kalydon Teil der Provinz Achaea. Während der Herrschaft des Kaisers Augustus fiel das Territorium der Stadt an Patrai. Im Zuge dessen wurden auch die Kultbilder aus Kalydon nach Patrai überführt. In die Bedeutungslosigkeit versunken, verödete die Ortschaft immer mehr, in der Umgebung wurden römische Veteranen angesiedelt.

## Archäologie

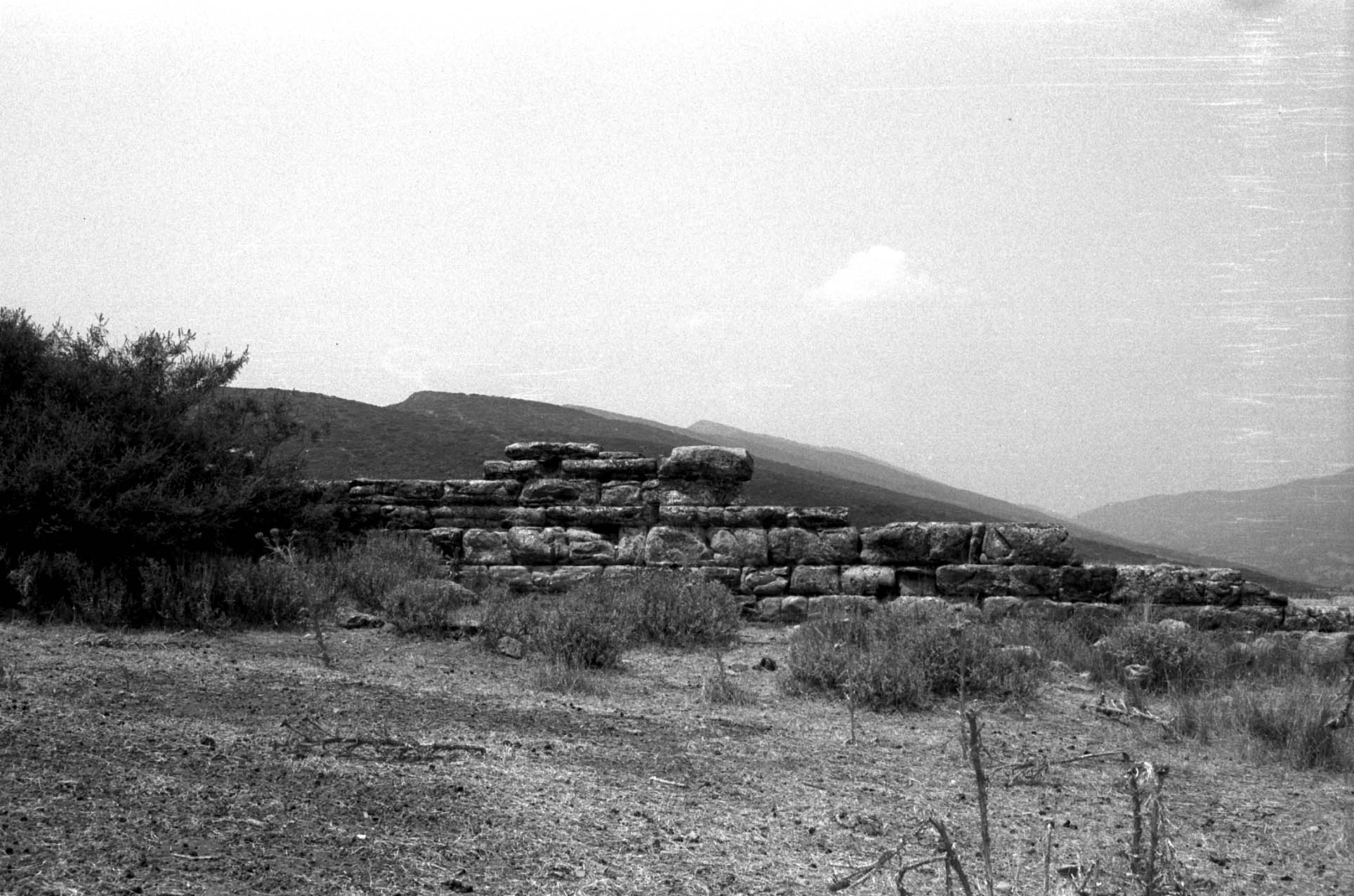
Innenseite der Stadtmauer auf der Akropolis mit pseudoisodomem Mauerwerk

Die Reste Kalydons liegen am Südfuß des Arakynthosgebirges, oberhalb des Euenosufers, in der Küstenebene von Ätolien, etwa zwei Kilometer entfernt von der modernen Ortschaft Evenochori. Die Stadt war in der Antike für den dichten Eichenbestand in der Umgebung bekannt.
Auffälligste antike Hinterlassenschaft ist heute die etwa vier Kilometer lange Stadtmauer aus dem 4. Jahrhundert v. Chr., die den doppelspitzigen Siedlungshügel umfasst. Auf der nördlichen Siedlungsspitze wurden Reste aus mykenischer Zeit gefunden. Ausgrabungen führt das Danske Institut i Athen durch. Bislang sind unter anderem das örtliche Hauptheiligtum, das der Artemis Laphria, dem Apollon Laphrios sowie Dionysos geweiht war, vor dem Westtor und ein Heroon ausgegraben. Das Heiligtum bestand aus Tempeln vom Ende des 7. Jahrhunderts v. Chr., vom Anfang des 6. Jahrhunderts v. Chr. und der ersten Hälfte des 4. Jahrhunderts v. Chr.; das Heroon wird in das 1. Jahrhundert v. Chr. datiert.

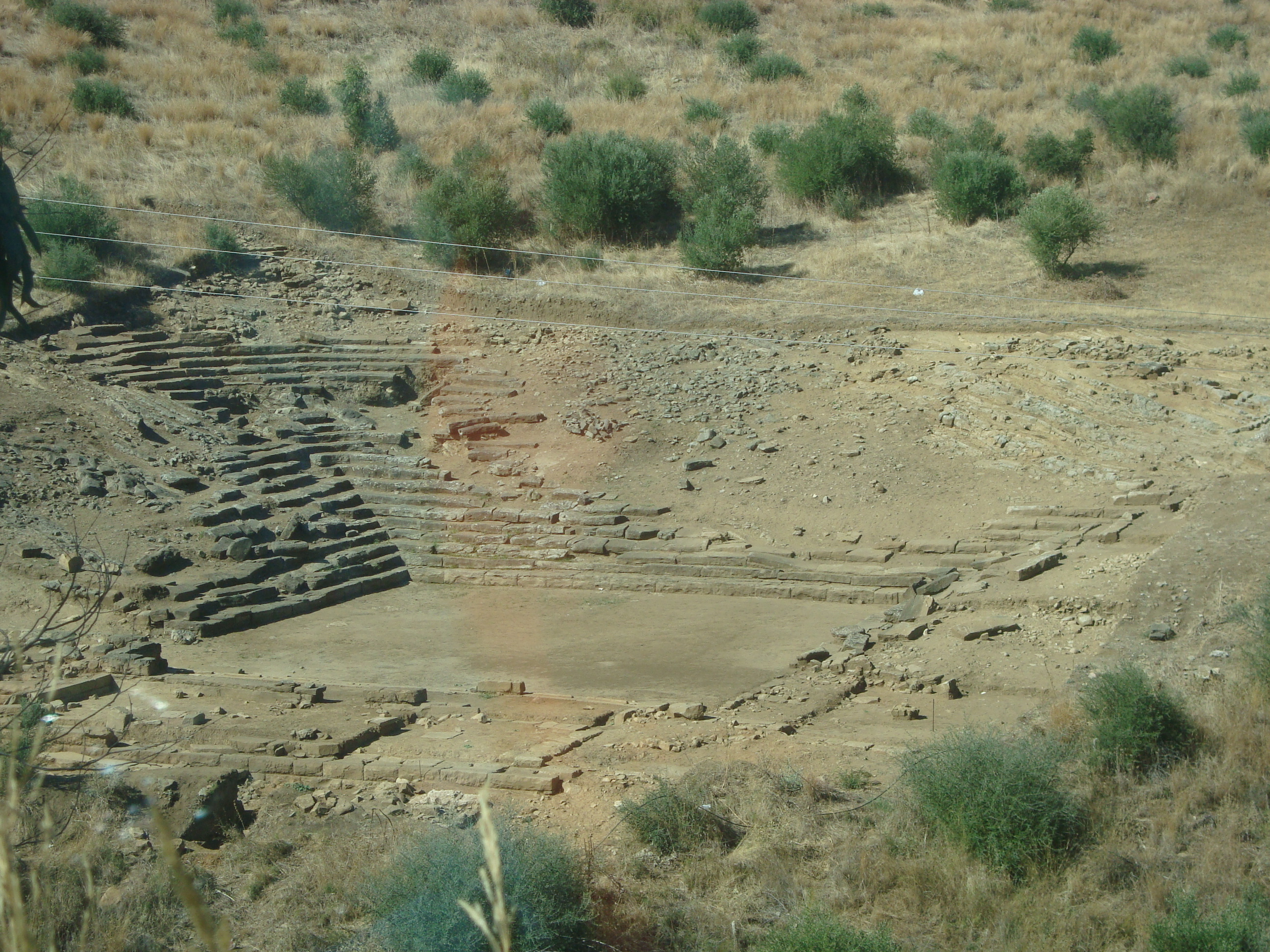
Ansicht des Theaters von Kalydon

Das Theater der Stadt wurde 1963 zufällig entdeckt und ab 2001 systematisch ausgegraben. Es wurde Mitte des 4. Jahrhunderts v. Chr. errichtet und gehört damit zu den früheren erhaltenen griechischen Theaterbauten. Wie viele frühe Bauwerke dieses Typs entspricht auch das Theater von Kalydon nicht der später zum Standard werdenden halbrunden Form. Stattdessen hat es eine halbrunde Orchestra, während die aufsteigenden Sitzstufen drei Seiten eines Rechtecks (im oberen Bereich mit abgerundeten Ecken) bilden.